# Малое Каринское
Малое Каринское — деревня в Александровском районе Владимирской области России, входит в состав Каринского сельского поселения.

## География
Деревня расположена на берегу реки Пичкура в 2 км на юго-запад от центра поселения села Большое Каринское и 8 км на юго-запад от города Александрова.

## История
Деревня образована до Великой Отечественной войны в составе Каринского сельсовета Струнинского района, с 1965 года — в составе Александровского района, с 2005 года — в составе Каринского сельского поселения. 

## Население
| 2002 | 2010 | 2021 |
| ---- | ---- | ---- |
| 12   | ↘8   | ↗77  |